# Meta refresh
Meta refresh este o metodă de a forța browserul web să reîncarce pagina web respectivă sau cadrul respctiv după un interval de timp dat, folosind eticheta HTML meta, cu parametrul http-equiv setat la valorea „refresh” și încă un parametru, content, în care este specificat intervalul de reîncarcare (în secunde). Este posibilă, de asemenea, schimbarea URL-ului actual cu altul (adică vizitarea altei pagini web) după această reîncărcare; acest lucru este posibil prin inserarea URL-ului respect tot în parametrul content, după valoarea intervalului în secunde. Prin setarea unui interval la zero secunde (sau oricare alte valori foarte mici), pagina respectivă se va numi pagină de redirecționare (ce duce la altă adresă decât cea vizitată).

## Utilizarea etichetei
Folosirea etichetei meta refresh este descurajată de Consorțiul World Wide Web, deoarece reîncărcarea paginii curente în mod neașteptat poate dezorienta vizitatorul. De asemenea, meta refresh împiedică folosirea butonului „Înapoi” în anumite navigatoare web (inclusiv Internet Explorer 6 și versiunile anterioare), însă această problemă este rezolvată în navigatoarele web moderne (Internet Explorer 7 și versiunile mai noi, Mozilla Firefox, Opera, Chrome).
Există utilizări acceptabile ale meta-refesh-ului, cum ar fi paginile care au conținut dinamic (o fereastră de chat, informații în timp real, etc.), pagini web cu o adresă veche scoasă din uz (care redirecționează către pagina de actualitate), etc. Majoritatea site-urilor din ziua de azi folosesc meta-refresh pentru a reîncărca secțiuni cu știri sau actualități, mai ales atunci când nu se dorește intervenția script-urilor JavaScript sau antetelor HTTP de redirecționare.

## Exemple
Inserarea următorului cod în eticheta <head> va reîncărca pagina la un interval de 5 secunde:
```
<
meta
 
http-equiv
=
"refresh"
 
content
=
"5"
>

```

Următorul cod va redirecționa către http://exemplu.com/ în 5 secunde:
```
<
meta
 
http-equiv
=
"refresh"
 
content
=
"5; url=http://exemplu.com/"
>

```

Următorul cod va redirecționa către http://exemplu.com/ instant:
```
<
meta
 
http-equiv
=
"refresh"
 
content
=
"0; url=http://exemplu.com/"
>

```

## Dezavantaje
Principalele dezavantaje ale utilizării meta-refresh sunt:
- Dacă intervalul de reîncărcare este de foarte mic (de exemplu, 2-3 secunde), folosirea butonului „Înapoi” va conduce la pagina de unde s-a făcut reîncărcarea, ducând inevitabil la aceeași reîncărcare. Acest lucru nu este benefic pentru utilizatorul respectiv deoarece îl va „bloca” pe pagina respectivă.
- Reîncărcarea bruscă a unei pagini web poate speria vizitatorul respectiv, făcându-l să se îndoiească de securitatea sistemului său, crezând că această reîncărcare bruscă este cauza unui virus informatic.
- Majoritatea site-urilor construite pentru spamming folosesc meta-refresh pentru a păcăli motoarele de căutare web (precum Google). Din această cauză, aceste motoare de căutare pot șterge din baza lor de date aceste pagini, sau chiar întreg site-ul, în cazul în care acesta conține un număr excesiv de etichete meta-refresh; astfel, site-ul respectiv nu mai poate fi găsit de vizitatori prin intermediul motoarelor de căutare.[2]